# Leichtathletik-Weltmeisterschaften 1987/110 m Hürden der Männer

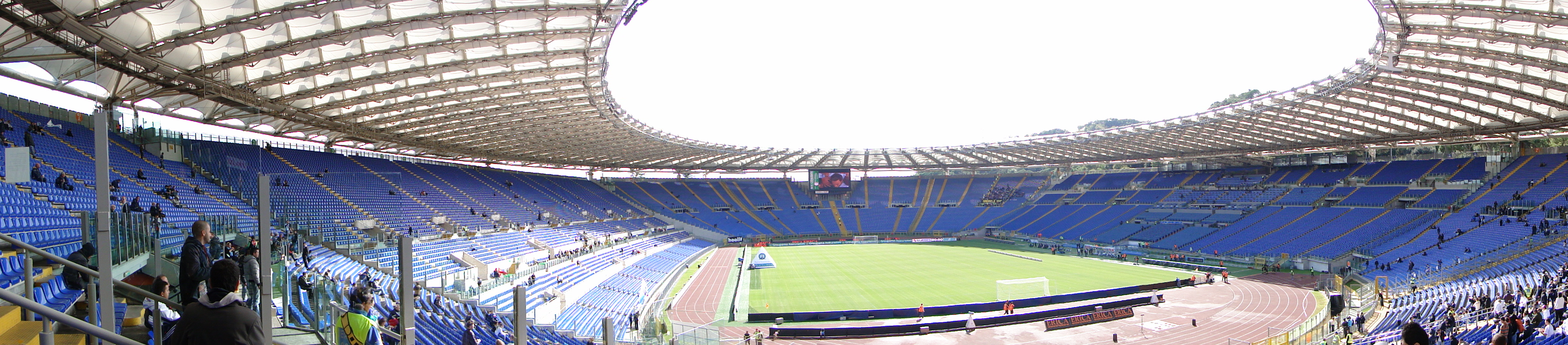
Das Olympiastadion in Rom im Jahr 2009

Der 110-Meter-Hürdenlauf der Männer bei den Leichtathletik-Weltmeisterschaften 1987 wurde am 1. und 3. September 1987 im Olympiastadion der italienischen Hauptstadt Rom ausgetragen.
In diesem Wettbewerb errangen die britischen Hürdensprinter mit Silber und Bronze zwei Medaillen. Weltmeister wurde der US-amerikanische Titelverteidiger und Olympiazweite von 1984 Greg Foster. Auf den zweiten Platz kam Jonathan Ridgeon. Bronze ging an Colin Jackson.

## Rekorde

### Bestehende Rekorde
| Weltrekord               | 12,93 s | Renaldo Nehemiah | Weltklasse Zürich, Schweiz    | 19. August 1981 |
| Weltmeisterschaftsrekord | 13,22 s | Greg Foster      | WM 1983 in Helsinki, Finnland | 12. August 1983 |

### Rekordverbesserung
Gleich im ersten Vorlauf am 1. September verbesserte Weltmeister Greg Foster seinen von den ersten Weltmeisterschaften bestehenden WM-Rekord bei guten Windbedingungen um zwei Hundertstelsekunden auf 13,20 s. Im Halbfinale hatten die Läufer mit Gegenwind zu kämpfen, im Finale verfehlte Foster den neuen Rekord bei weniger Windunterstützung als im Vorlauf um eine Hundertstelsekunde.

## Vorrunde
1. September 1987
Die Vorrunde wurde in fünf Läufen durchgeführt. Die ersten beiden Athleten pro Lauf – hellblau unterlegt – sowie die darüber hinaus sechs zeitschnellsten Läufer – hellgrün unterlegt – qualifizierten sich für das Halbfinale.

### Vorlauf 1
Wind: +1,4 m/s
| Platz | Name                | Nation           | Zeit (s) |
| ----- | ------------------- | ---------------- | -------- |
| 1     | Greg Foster         | USA              | 13,20 CR |
| 2     | Colin Jackson       | Großbritannien   | 13,37    |
| 3     | Carlos Sala         | Spanien          | 13,48    |
| 4     | Jiří Hudec          | Tschechoslowakei | 13,48    |
| 5     | Florian Schwarthoff | BR Deutschland   | 13,72    |
| 6     | Fabien Niederhäuser | Schweiz          | 14,04    |
| 7     | Erik Jensen         | Dänemark         | 14,06    |
| 8     | Mauricio Carranza   | El Salvador      | 15,67    |

### Vorlauf 2
Wind: +0,4 m/s
| Platz | Name             | Nation              | Zeit (s) |
| ----- | ---------------- | ------------------- | -------- |
| 1     | Mark McKoy       | Kanada              | 13,50    |
| 2     | Arto Bryggare    | Finnland            | 13,62    |
| 3     | Krzysztof Piątek | Polen               | 13,63    |
| 4     | Lyndon Johnson   | Brasilien           | 13,91    |
| 5     | Andrew Parker    | Jamaika             | 13,94    |
| 6     | Yu Zhicheng      | Volksrepublik China | 13,97    |
| 7     | Antonio Lanau    | Spanien             | 14,25    |
| 8     | Wu Ching-Jing    | Chinesisch Taipeh   | 14,45    |

### Vorlauf 3
Wind: +0,2 m/s
| Platz | Name             | Nation           | Zeit (s) |
| ----- | ---------------- | ---------------- | -------- |
| 1     | Jonathan Ridgeon | Großbritannien   | 13,46    |
| 2     | Alexander Markin | Sowjetunion      | 13,56    |
| 3     | Aleš Höffer      | Tschechoslowakei | 13,70    |
| 4     | Mikael Ylöstalo  | Finnland         | 13,90    |
| 5     | Ulf Söderman     | Schweden         | 14,01    |
| 6     | Luigi Bertocchi  | Italien          | 14,02    |
| 7     | Judex Lefou      | Mauritius        | 14,35    |
| DNS   | Javier Moracho   | Spanien          |          |

### Vorlauf 4
Wind: +0,4 m/s
| Platz | Name             | Nation         | Zeit (s) |
| ----- | ---------------- | -------------- | -------- |
| 1     | Jack Pierce      | USA            | 13,61    |
| 2     | Nigel Walker     | Großbritannien | 13,62    |
| 3     | Igors Kazanovs   | Sowjetunion    | 13,68    |
| 4     | Thomas J. Kearns | Irland         | 14,02    |
| 5     | Derek Knowles    | Bahamas        | 14,39    |
| 6     | João Lima        | Portugal       | 14,41    |
| DNF   | Jean-Marc Muster | Schweiz        |          |
| DNS   | Stephen Kerho    | Kanada         |          |

### Vorlauf 5
Wind: +0,9 m/s
| Platz | Name              | Nation         | Zeit (s) |
| ----- | ----------------- | -------------- | -------- |
| 1     | Stéphane Caristan | Frankreich     | 13,44    |
| 2     | György Bakos      | Ungarn         | 13,76    |
| 3     | Cletus Clark      | USA            | 13,81    |
| 4     | Michael Radzey    | BR Deutschland | 13,82    |
| 5     | Gianni Tozzi      | Italien        | 13,87    |
| 6     | Sergei Usow       | Sowjetunion    | 13,90    |
| DNF   | Alain Cuypers     | Belgien        |          |

## Halbfinale
1. September 1987
Aus den beiden Halbfinalläufen qualifizierten sich die jeweils ersten vier Athleten – hellblau unterlegt – für das Finale.

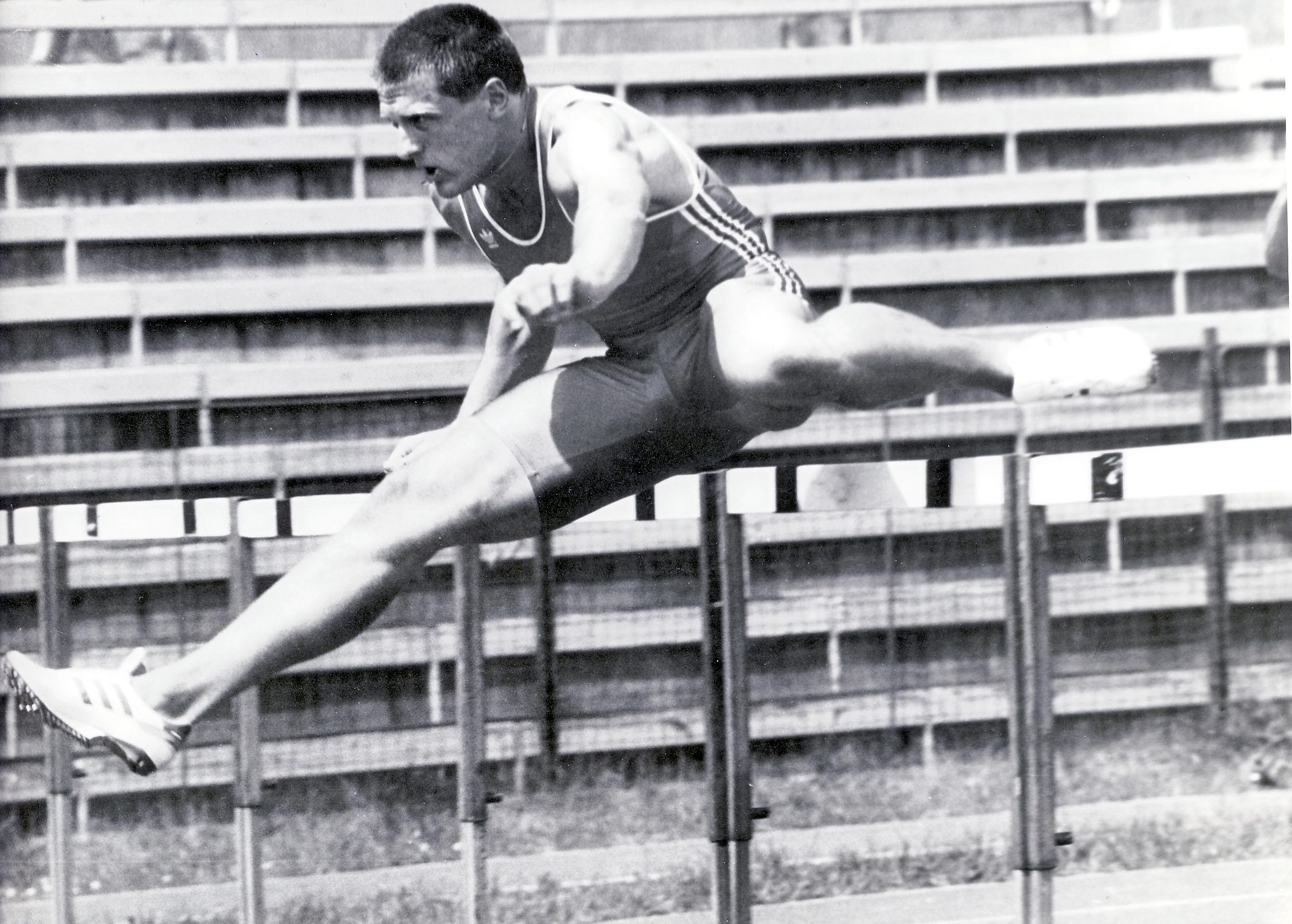
Als Siebter seines Halbfinallaufs schied Aleš Höffer aus
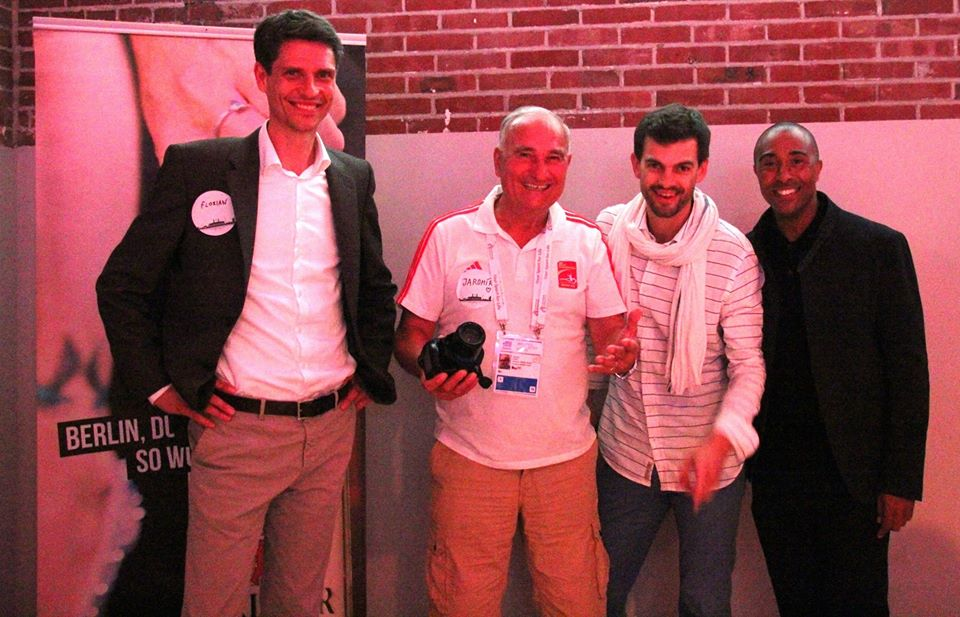
Florian Schwarthoff (links, im Jahr 2016; ganz rechts: Colin Jackson) erreichte als Achter des ersten Halbfinals nicht den Endlauf

### Lauf 1

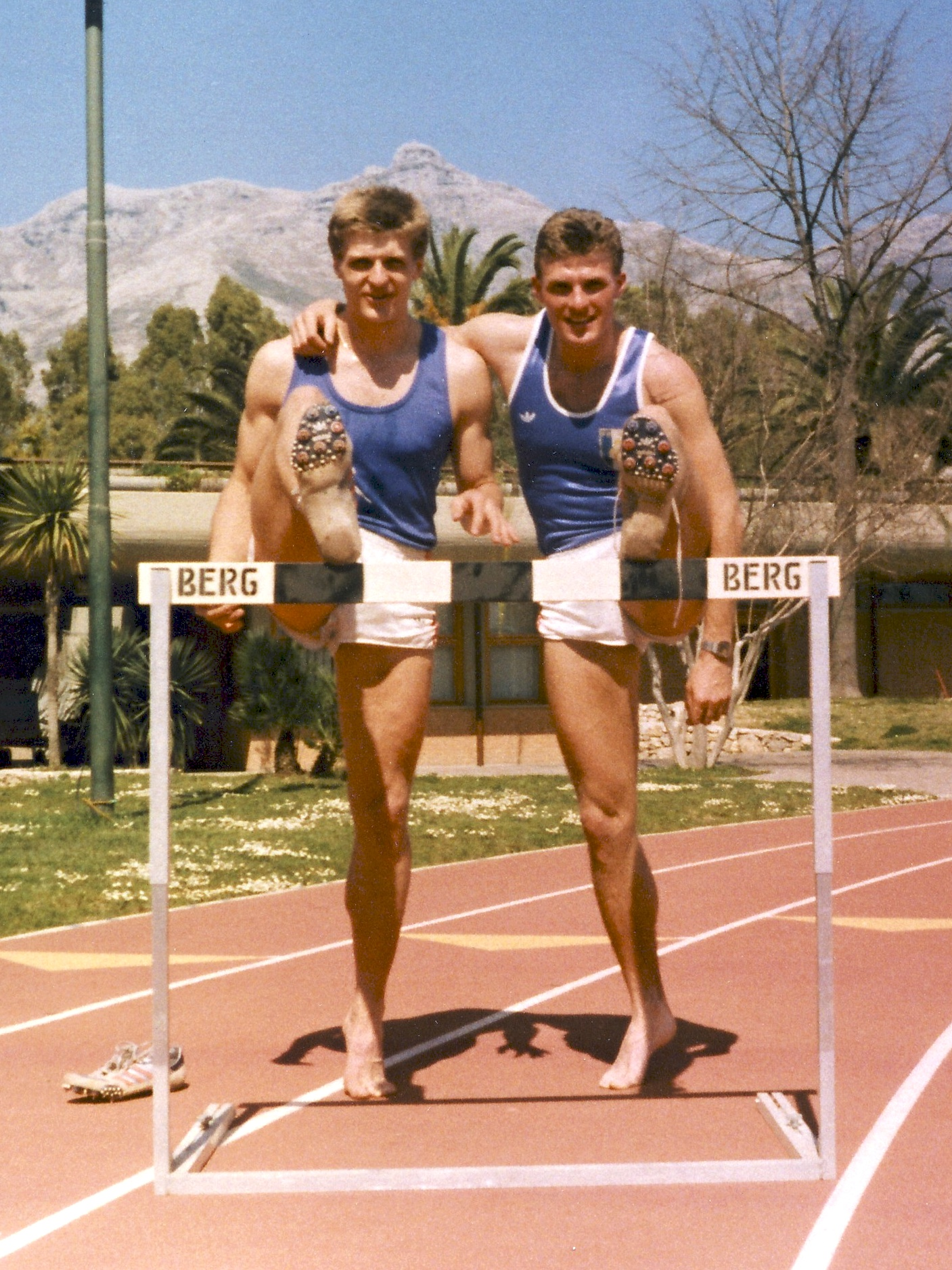
Jiří Hudec (rechts, neben ihm: Aleš Höffer) scheiterte als Achter des zweiten Halbfinalrennens

Wind: −0,5 m/s
| Platz | Name                | Nation           | Zeit (s) |
| ----- | ------------------- | ---------------- | -------- |
| 1     | Jonathan Ridgeon    | Großbritannien   | 13,34    |
| 2     | Greg Foster         | USA              | 13,41    |
| 3     | Carlos Sala         | Spanien          | 13,60    |
| 4     | Arto Bryggare       | Finnland         | 13,62    |
| 5     | Alexander Markin    | Sowjetunion      | 13,63    |
| 6     | Krzysztof Piątek    | Polen            | 13,68    |
| 7     | Aleš Höffer         | Tschechoslowakei | 13,78    |
| 8     | Florian Schwarthoff | BR Deutschland   | 13,98    |

### Lauf 2
Wind: −1,3 m/s
| Platz | Name              | Nation           | Zeit (s) |
| ----- | ----------------- | ---------------- | -------- |
| 1     | Mark McKoy        | Kanada           | 13,42    |
| 2     | Jack Pierce       | USA              | 13,45    |
| 3     | Igors Kazanovs    | Sowjetunion      | 13,58    |
| 4     | Colin Jackson     | Großbritannien   | 13,58    |
| 5     | Stéphane Caristan | Frankreich       | 13,62    |
| 6     | Nigel Walker      | Großbritannien   | 13,68    |
| 7     | György Bakos      | Ungarn           | 13,90    |
| 8     | Jiří Hudec        | Tschechoslowakei | 14,06    |

## Finale

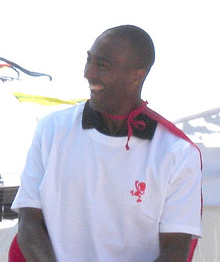
Bronzemedaillengewinner Colin Jackson stand am Beginn einer äußerst erfolgreichen Karriere
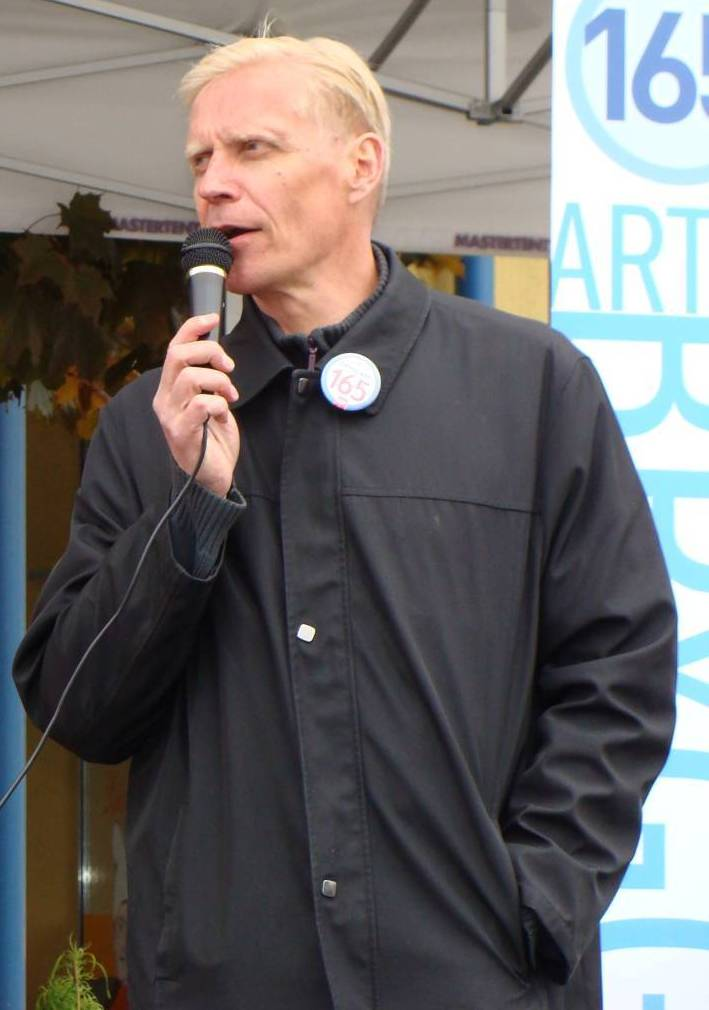
Arto Bryggare (hier im Jahr 2009), 1983 Vizeweltmeister, 1984 Olympiadritter, 1986 Vizeeuropa- meister und zweifacher EM-Dritter (1978/1982), trat zum Finale nicht an

3. September 1987
Wind: +0,50 m/s
| Platz | Name             | Nation         | Zeit (s) |
| ----- | ---------------- | -------------- | -------- |
| 1     | Greg Foster      | USA            | 13,21    |
| 2     | Jonathan Ridgeon | Großbritannien | 13,29    |
| 3     | Colin Jackson    | Großbritannien | 13,38    |
| 4     | Jack Pierce      | USA            | 13,41    |
| 5     | Igors Kazanovs   | Sowjetunion    | 13,48    |
| 6     | Carlos Sala      | Spanien        | 13,55    |
| 7     | Mark McKoy       | Kanada         | 13,71    |
| DNS   | Arto Bryggare    | Finnland       |          |

## Video
- World Championships in Athletics 1995 - 110m hurdles men's final auf youtube.com, abgerufen am 23. März 2020